# Sam Nivola
Samuel John Nivola  (Londres, 26 de septiembre de 2003)  es un actor estadounidense nacido en el Reino Unido. Es hijo de los actores Emily Mortimer y Alessandro Nivola. Ha aparecido en las películas White Noise (2022) y Eileen (2023), y en la tercera temporada de la serie The White Lotus (2025).

## Primeros años y educación
Sam Nivola nació en el Hospital Portland, ubicado en el centro de Londres. Sus padres son la actriz británica Emily Mortimer y el actor estadounidense Alessandro Nivola. Tiene una hermana menor, May (nacida en 2010), que también actúa Nivola pasó sus primeros años de vida en Notting Hill  y posteriormente se mudó al barrio neoyorquino de Boerum Hill, en Brooklyn, donde creció. Asistió a la Escuela Santa Ana y luego a la Universidad de Columbia.

## Carrera como actor
Nivola debutó como actor en la serie cómica de Sky Atlantic Doll & Em (2013), protagonizada por su madre. En 2021, él y su hermana interpretaron a dos hermanos en un episodio de The Pursuit of Love, una miniserie británica basada en la novela homónima de Nancy Mitford, adaptada por su madre para BBC One. Nivola escribió y dirigió el cortometraje Neighborhood Watch para la antología With/In (2021), que consistía en películas sobre la vida en cuarentena durante la pandemia de COVID-19 filmadas con smartphones
Nivola y su hermana interpretaron a dos de los hijos de la familia protagonista en la película White Noise (2022), de Noah Baumbach. En la segunda fase de las audiciones para White Noise, Baumbach le preguntó a Nivola si su hermana quería audicionar para el papel que finalmente interpretó en la película. Al año siguiente, Nivola interpretó al hijo de Leonard Bernstein en Maestro de Bradley Cooper. También en 2023, Nivola desfiló en la pasarela de la semana de la Moda de París para Miu Miu junto a figuras como Emma Corrin.
En enero de 2024 se anunció que Nivola había sido elegido para participar en la tercera temporada de la serie The White Lotus.

## Filmografía

### Películas
| Años) | Título                          | Papel               | Notas                                      |
| ----- | ------------------------------- | ------------------- | ------------------------------------------ |
| 2014  | River of Fundament              | Kidsroom Ensemble   |                                            |
| 2021  | Neighborhood Watch (en With/In) |                     | Cortometraje; también guionista y director |
| 2022  | Ruido de fondo                  | Enrique             |                                            |
| 2023  | Eileen                          | Lee Polk            |                                            |
| 2023  | Maestro                         | Alexander Bernstein |                                            |

### Televisión
| Años) | Título              | Papel           | Notas                        |
| ----- | ------------------- | --------------- | ---------------------------- |
| 2013  | Doll & Em           | Ariel           | Episodio: "Seis"             |
| 2021  | The Pursuit of Love | Mate            | Episodio: "Episodio dos"     |
| 2024  | La pareja perfecta  | Will Winbury    | Miniserie                    |
| 2025  | The White Lotus     | Lochlan Ratliff | Papel principal; Temporada 3 |